# Comarca Área Metropolitana (Teneriffa)
Die Comarca Área Metropolitana ist eine der 15 Comarcas in der Provinz Santa Cruz de Tenerife.
Die im Osten der Insel Teneriffa gelegene Comarca umfasst vier Gemeinden auf einer Fläche von 318,46 km².

## Gemeinden
| Gemeinde                   | Einwohner (2024) | Fläche km² | Dichte Einw./km² | Cod INE | Postleitzahl                                                                                    |
| -------------------------- | ---------------- | ---------- | ---------------- | ------- | ----------------------------------------------------------------------------------------------- |
| El Rosario                 | 17.983           | 39,43      | 456              | 38032   | 38109, 38190, 38290, 38510                                                                      |
| San Cristóbal de La Laguna | 160.258          | 102,06     | 1.570            | 38023   | 38108, 38201–38208, 38240, 38250, 38260, 38270, 38291, 38293, 38294, 38296, 38297, 38320, 38330 |
| Santa Cruz de Tenerife     | 211.359          | 150,56     | 1.404            | 38038   | 38001–38011, 38120, 38129, 38130, 38139, 38140, 38150, 38160, 38170, 38180, 38291, 38294        |
| Tegueste                   | 11.405           | 26,41      | 432              | 38046   | 38280                                                                                           |
| Comarca Área Metropolitana | 401.005          | 318,46     | 1.259            | –       | –                                                                                               |

## Nachweise
1. ↑  Instituto Nacional de Estadística Municipal Register of Spain
2. ↑  Regionen und Großregionen der Kanarischen Inseln, territoriale Abgrenzungen für statistische Zwecke